# آماندا واکر (بازیگر)
آماندا واکر (انگلیسی: Amanda Walker؛ زادهٔ ۲۹ نوامبر ۱۹۳۵) بازیگر اهل بریتانیا است.
از فیلم‌ها یا برنامه‌های تلویزیونی که وی در آن نقش داشته‌است می‌توان به کلاود اطلس، ۲۸ هفته بعد، کاپیتان آمریکا: نخستین انتقام‌جو، اتاقی با یک چشم‌انداز، نوسترآداموس، بیمار انگلیسی، پوآرو، مسترپیس، آدمکشان میدسامر، ازدست‌رفته، حسی، شهر هالبی، قانون مورفی، خانواده من، بازرس فویل، نزدیکی صمیمانه و بهترین پیشنهاد اشاره کرد.